# Netelia hayashii
Netelia hayashii är en stekelart som beskrevs av Konishi 1996. Netelia hayashii ingår i släktet Netelia och familjen brokparasitsteklar. Inga underarter finns listade i Catalogue of Life.